# 南州异物志
南州异物志是三国孫吳丹阳太守万震的一本著作。該書沒有流傳下來，不過其他古籍中收錄有該書中的一些文字。《隋书·经籍志》記載此书共一卷。書名中的南州指的是交州。